# Parafia św. Stanisława BM w Zendku
Parafia świętego Stanisława BM w Zendku – parafia rzymskokatolicka, znajdująca się w diecezji sosnowieckiej, w dekanacie XIV – św. Macieja Apostoła w Siewierzu. 
Powstała w 1969 roku wydzielona z parafii Sączów. Kościół parafialny wybudowano w latach 80. XX wieku na miejscu wcześniejszej kaplicy.